# 近藤用将
近藤 用将（こんどう もちまさ、元和8年（1622年） - 元禄7年1月5日（1694年1月29日）は、江戸時代前期の寄合旗本、遠江国井伊谷領主。近藤用義の子。初名は用時。通称、数馬、彦九郎。兄弟に上杉長貞室。室は本多忠相の娘。子に用慶、用賢。

## 概要
元和8年（1622年）、近藤用義の子として誕生。
父が祖父で井伊谷藩主・近藤秀用より先に死去していたため、寛永8年（1631年）、秀用の遺領から5,450石を分知され、井伊谷近藤家の祖となる。寛永9年（1632年）9月、井伊谷の八幡宮本殿を再興した。寛永14年2月3日（1637年2月27日）、初めて所領の井伊谷に入るも、閏3月21日（5月15日）には江戸へ出立した。
正保4年（1647年）、幕命により甲府城を守衛し、明暦元年（1655年）、下館城を守衛する。万治元年9月8日（1658年10月8日）、内藤政吉・秋山正房・町野幸宣とともに江戸中定火之番（定火消）を命ぜられると、同年閏12月28日（1659年2月19日）には布衣を着ることを許される。翌万治2年1月4日（1659年2月25日）、江戸の上野東照宮の前で徳川家綱臨席のもと、同職の定火消と出初式を挙行した。これが「日本における出初式の始まり」である。
寛文3年（1663年）持筒頭となり、延宝元年（1673年）には百人組頭となる。天和2年（1682年）、職を辞して寄合となる。貞享元年7月19日（1684年8月29日）の辞仕により隠棲領300俵を賜る。入山と号する。
元禄7年（1694年）、死去。
　　　　